# André Sorel
Pour les articles homonymes, voir Sorel.
André Sorel est un joueur et un entraîneur français de football, né le 19 avril 1924 à Rennes, mort à Tréguier (Côtes-du-Nord) le 1er novembre 1988.
C'est un joueur des Cheminots Rennes, puis du Stade rennais (1945-1953) où il est joueur professionnel lors des saisons 1947-48 et de 1949 à 1952, puis du Stade lavallois où il a évolué à partir de 1953. Il est capitaine de l'équipe de France amateurs en 1951.
Il est ensuite devenu entraîneur du Stade lavallois de 1954 à 1958, puis des Dernières Cartouches de Carhaix de 1958 à 1961, de l'AS Tréguier de 1961 à 1966, et enfin du Stade briochin de 1966 à 1972.